# Pseudomugil paskai
Paska's blue-eye (Pseudomugil paskai) là một loài cá in the Pseudomugilidae family. Nó được tìm thấy ở Indonesia và Papua New Guinea.